# (36459) 2000 QU8
2000 QU8 (asteroide 36459) é um asteroide da cintura principal. Possui uma excentricidade de 0.11378660 e uma inclinação de 6.81040º.
Este asteroide foi descoberto no dia 24 de agosto de 2000 por Crni Vrh em Crni Vrh.